# UFC 314 : Volkanovski contre Lopes
UFC 314 : Volkanovski contre Lopes est un événement d'arts martiaux mixtes produit par l'Ultimate Fighting Championship qui s'est tenu le 12 avril 2025 au Kaseya Center à Miami, en Floride, aux États-Unis.

## Arrière-plan
L'événement était la quatrième visite de la promotion à Miami et la première depuis l'UFC 299 en mars 2024.
Le combat pour le titre vacant de champion poids plume de l'UFC entre l'ancien champion Alexander Volkanovski et Diego Lopes était la tête d'affiche de l'événement. Le champion actuel Ilia Topuria a abandonné son titre pour passer en poids léger.
L'ancien triple champion du monde des poids légers du Bellator (également ancien challenger du championnat des poids légers de l'UFC ), Michael Chandler, et Paddy Pimblett se sont rencontrés dans un co-événement principal des poids légers en cinq rounds.
Un combat pour le championnat des poids mouches de l'UFC entre le champion actuel Alexandre Pantoja et l'ancien challenger au titre intérimaire Kai Kara-France était prévu lors de cet événement, mais il ne s'est jamais concrétisé.
Un combat de poids welters entre l'ancien challenger du championnat des poids welters de l'UFC Gilbert Burns et Michael Morales était prévu pour cet événement. Cependant, le duo a été déplacé à l'UFC 315 pour des raisons non divulguées.
L'ancien triple champion du monde poids plume du Bellator (également ancien champion du monde poids léger du Bellator), Patrício Pitbull, a fait ses débuts promotionnels dans un combat poids plume contre l'ancien champion poids plume par intérim de l'UFC, Yair Rodríguez.
Un combat de poids coq féminin entre Nora Cornolle et Hailey Cowan devait avoir lieu à l'UFC 315. Cependant, le combat a été déplacé à cet événement pour des raisons inconnues. Lors de la pesée, Cornolle pesait 62,5 kg, soit une livre et demie de plus que la limite des poids coqs pour les combats hors titre. Le combat s'est déroulé en poids variable et elle a été condamnée à une amende de 20 % de sa bourse, qui a été versée à Cowan.
Un combat de poids welters entre Geoff Neal et Carlos Prates était prévu pour cet événement. Cependant, Neal s'est retiré du combat en raison d'une blessure et le combat a ensuite été annulé.
Un combat poids plume entre Roberto Romero et le nouveau venu promotionnel Alberto Montes était prévu pour cet événement. Cependant, Montes s'est retiré du combat pour des raisons inconnues et Romero a été transféré à l'UFC sur ESPN : Machado Garry vs. Prates la semaine suivante.
Lors de la diffusion de l'événement, il a été annoncé que l'ancienne double championne des poids coq féminins de l'UFC et ancienne championne des poids plumes féminins, Amanda Nunes, sera intronisée au sein de l'« aile moderne » du Temple de la renommée de l'UFC lors des festivités de l'International Fight Week à Las Vegas en juin.

## Résultats
| Carte principale                                                | Carte principale      | Carte principale | Carte principale | Carte principale                         | Carte principale | Carte principale | Carte principale |
| Catégorie                                                       |                       |                  |                  | Method                                   | Round            | Time             | Notes            |
| --------------------------------------------------------------- | --------------------- | ---------------- | ---------------- | ---------------------------------------- | ---------------- | ---------------- | ---------------- |
| Poids Plumes                                                    | Alexander Volkanovski | déf.             | Diego Lopes      | Décision (unanime) (48–47, 49–46, 49–46) | 5                | 5:00             | 1                |
| Poids Légers                                                    | Paddy Pimblett        | déf.             | Michael Chandler | TKO (coudes et poings)                   | 3                | 3:07             |                  |
| Poids Plumes                                                    | Yair Rodríguez        | déf.             | Patrício Pitbull | Décision (unanime) (30–27, 30–27, 30–27) | 3                | 5:00             |                  |
| Poids Plumes                                                    | Jean Silva            | déf.             | Bryce Mitchell   | Soumission (étranglement ninja)          | 2                | 3:52             |                  |
| Poids Mi-lourds                                                 | Dominick Reyes        | déf.             | Nikita Krylov    | KO (poings)                              | 1                | 2:24             |                  |
| Carte préliminaire (ESPN / ESPN+ / Disney+)                     |                       |                  |                  |                                          |                  |                  |                  |
| Poids Plumes                                                    | Dan Ige               | déf.             | Sean Woodson     | TKO (poings)                             | 3                | 1:12             |                  |
| Poids Pailles Femmes                                            | Virna Jandiroba       | déf.             | Yan Xiaonan      | Décision (unanime) (30–27, 30–27, 30–27) | 3                | 5:00             |                  |
| Poids Légers                                                    | Chase Hooper          | déf.             | Jim Miller       | Décision (unanime) (30–27, 29–28, 29–28) | 3                | 5:00             |                  |
| Poids Plumes                                                    | Julian Erosa          | déf.             | Darren Elkins    | TKO (poings)                             | 1                | 4:15             |                  |
| Carte préliminaire anticipée (ESPN+ / Disney+ / UFC Fight Pass) |                       |                  |                  |                                          |                  |                  |                  |
| Poids Moyens                                                    | Michał Oleksiejczuk   | déf.             | Sedriques Dumas  | TKO (poings and coudes)                  | 1                | 2:49             |                  |
| Poids Mouches                                                   | Su Mudaerji           | déf.             | Mitch Raposo     | Décision (divisée) (28–29, 29–28, 29–28) | 3                | 5:00             |                  |
| Poids Moyens                                                    | Marco Tulio           | déf.             | Tresean Gore     | TKO (poings)                             | 2                | 3:16             |                  |
| Poids Convenu Femmes                                            | Nora Cornolle         | déf.             | Hailey Cowan     | Soumission (étranglement rear-naked)     | 2                | 1:52             |                  |

1. Pour le championnat poids plumes vacant de l'UFC.

## Récompenses bonus
Les combattants suivants ont reçu chacun un bonus de 50 000 $:
- Combat de la soirée : Alexander Volkanovski contre Diego Lopes
- Performance de la soirée : Paddy Pimblett et Jean Silva